# Памятник Сергею Королёву (Москва)
Па́мятник Серге́ю Королёву — памятник советскому учёному, инженеру-конструктору, главному организатору производства ракетно-космической техники и ракетного оружия в СССР, основоположнику практической космонавтики Сергею Королёву. Установлен в 2008 году на Аллее Космонавтов. Авторами проекта, который разрабатывался полтора года, являются скульпторы Салават и Сергей Щербаковы, а также архитекторы Кузьмин Александр и Игорь Воскресенский. Финансирование работ осуществлялось за счёт Международного союза научных и инженерных общественных объединений и правительства Москвы.
Пятиметровая бронзовая статуя изображает смотрящего вдаль учёного в полный рост и с отведённой в сторону левой рукой. Скульптура установлена на гранитный постамент с барельефами первого искусственного спутника Земли на орбите, взлёт ракеты «Восток» и первый в мире выход космонавта в открытый космос.
В 2006 году комиссия по монументальному искусству согласовала установку памятника, до этого московские власти подавали прошение о его возведении, однако им отказывали. Комиссия изменила решение после изучения подробного плана реконструкции Аллеи Космонавтов, памятник был приурочен к столетию со дня рождения Королёва (1906 год по старому стилю и 1907 — по новому). Правительство Москвы распорядилось установить скульптуру в 2007 году, однако открытие памятника состоялось лишь 3 сентября 2008 года вместе с отремонтированным мемориальным комплексом. На торжественной церемонии присутствовали мэр Москвы Юрий Лужков, руководитель федерального космического агентства Анатолий Перминов, первая в мире женщина-космонавт Валентина Терешкова, академик Борис Черток, лётчики-космонавты, соратники и родственники Королёва, а также представители детских и молодёжных организаций.